# نيس دا سيلفيرا
نيس دا سيلفيرا (15 فبراير 1905-30 أكتوبر 1999) كانت طبيبة نفسية برازيلية وطالبة في كارل يونج . كرست حياتها للطب النفسي ولم تتفق أبدًا مع أشكال العلاج العدوانية في وقتها مثل الالتزام بمستشفيات الطب النفسي والصدمات الكهربائية والعلاج بالأنسولين وفص الفصوص . 

## سيرة شخصية
ولدت نيس دا سيلفيرا في مدينة ماسيو بولاية ألاغواس البرازيلية في عام 1905. وتخرجت من كلية الطب بباهيا في عام 1926، وكانت المرأة الوحيدة بين 157 رجلاً.
في عام 1952، أسست نيس دا سيلفيرا متحف صور اللاوعي في ريو دي جانيرو، وهو مركز للدراسة والبحث يضم الأعمال الفنية المنتجة في استوديوهات الرسم والنمذجة. وقدمت من خلال عملها علم النفس اليونغي إلى البرازيل. وبعد سنوات، في عام 1956، طورت مشروعًا ثوريًا آخر: إنشاء "Casa das Palmeiras"، وهي عيادة للمرضى السابقين في مؤسسات الطب النفسي، حيث يمكنهم التعبير عن فنهم بحرية ويتم علاجهم كمرضى خارجيين. كما أسست مجموعة دراسة CG Jung وترأستها حتى عام 1968.
أسهمت أبحاثها في العلاج الوظيفي وفهم العملية الذهانية من خلال صور اللاوعي في إنشاء معارض وأفلام وثائقية ومواد سمعية بصرية ودورات وندوات ومنشورات ومؤتمرات. وكانت رائدة في دراسة العلاقات العاطفية بين المرضى والحيوانات، التي كانت تعتبرهم معالجين مشاركين.
تقديرًا لعملها، حصلت نيس دا سيلفيرا على العديد من الأوسمة والألقاب والجوائز في مجالات المعرفة المختلفة، وكانت عضوًا مؤسسًا في الجمعية الدولية للتعبير النفسي المرضي في باريس، فرنسا. وألهمت أفكارها وعملها إنشاء متاحف ومراكز ثقافية ومؤسسات علاجية في البرازيل وخارجها.
وفي 8 يوليو 2022، تم تكريمها بإدراج اسمها في "Livro dos Heróis e Heroínas da Pátria" البرازيلي بموجب القانون الفيدرالي رقم 14.401 / 2022.

## موت
توفيت نيس في 30 أكتوبر 1999 في ريو دي جانيرو .
صورت جلوريا بيريس حياتها وعملها في الفيلم البرازيلي للسيرة الذاتية لعام 2015 Nise: The Heart of Madness، من إخراج روبرتو برلينر. كما صورت جلوريا بيريس نيلسي دا سيلفيرا في 2022 البرازيلية telenovela Além da Ilusão.

## تحية
احتفلت جوجل بعيد ميلادها الـ 115 برسم شعار جوجل دودل في 15 فبراير 2020.

### فهرس
- كاسا داس بالميراس. A Emoção de Lidar. Uma Experiência em Psiquiatria ريو دي جانيرو: الحمراء ، 1986
- كارتاس أ سبينوزا ريو دي جانيرو: فرانسيسكو ألفيس ، 1995
- Expérience d'art Spontané chez des Schizophrènes dans un Service de Therapeutique Occupationelle (بالتعاون مع Dr. IV، 380–386، 1957.
- Felipe Sales Magaldi: "تلتقي النفس مع المادة: الجسد والشخصية في المشروع العلمي الطبي لـ Nise da Silveira" [اصمت. cienc. saude-Manguinhos vol.25 no.1 Rio de Janeiro يناير. / مارس] ، 2018
- فرناندو بورتيلا كامارا: "Vida e obra de Nise da Silveira" [Journal of Psychiatry On-Line Brazil] ، 2002
- جاتوس ، ايمو دي ليدار . ريو دي جانيرو: افتتاحية ليو كريستيانو ، 1998
- جولار فيريرا. Nise da Silveira: uma psiquiatra rebelde ، 1996
- المعرّف: "A Contribuição de Nise da Silveira para a Psicologia Junguiana" - [Journal of Psychiatry On-Line Brazil] ، 2004
- Imagens do inconsciente ريو دي جانيرو: قصر الحمراء ، 1981
- João A. Frayze-Pereira: "Nise da Silveira: Imagens do Inconsciente entre Psicologia، Arte e Política" في Estudos Avançados. المجلد 17 رقم 49 مجموعة ساو باولو. / مدينة دبي للإنترنت. 2003
- يونغ: Vida e Obra ، Rio de Janeiro: José Álvaro Ed.، 1968
- نيس دا سيلفيرا برازيل ، COGEAE / PUC-SP 1992
- O Mundo das Imagens ساو باولو: Ática ، 1992
- إصدار لهواة جمع الطوابع (2005) ، ن. 1 ، البرازيل.

- موقع متحف Inconscience على الإنترنت باللغة البرتغالية
- موقع اليونسكو حول صور متحف اللاوعي
- A psiquiatria rebelde de Nise da Silveira باللغة البرتغالية
- Mar do Inconsciente - A Imagem Como Linguagem مع مقابلات مع كارلوس دروموند دي أندرادي وفري بيتو باللغة البرتغالية